# Grønland kirke

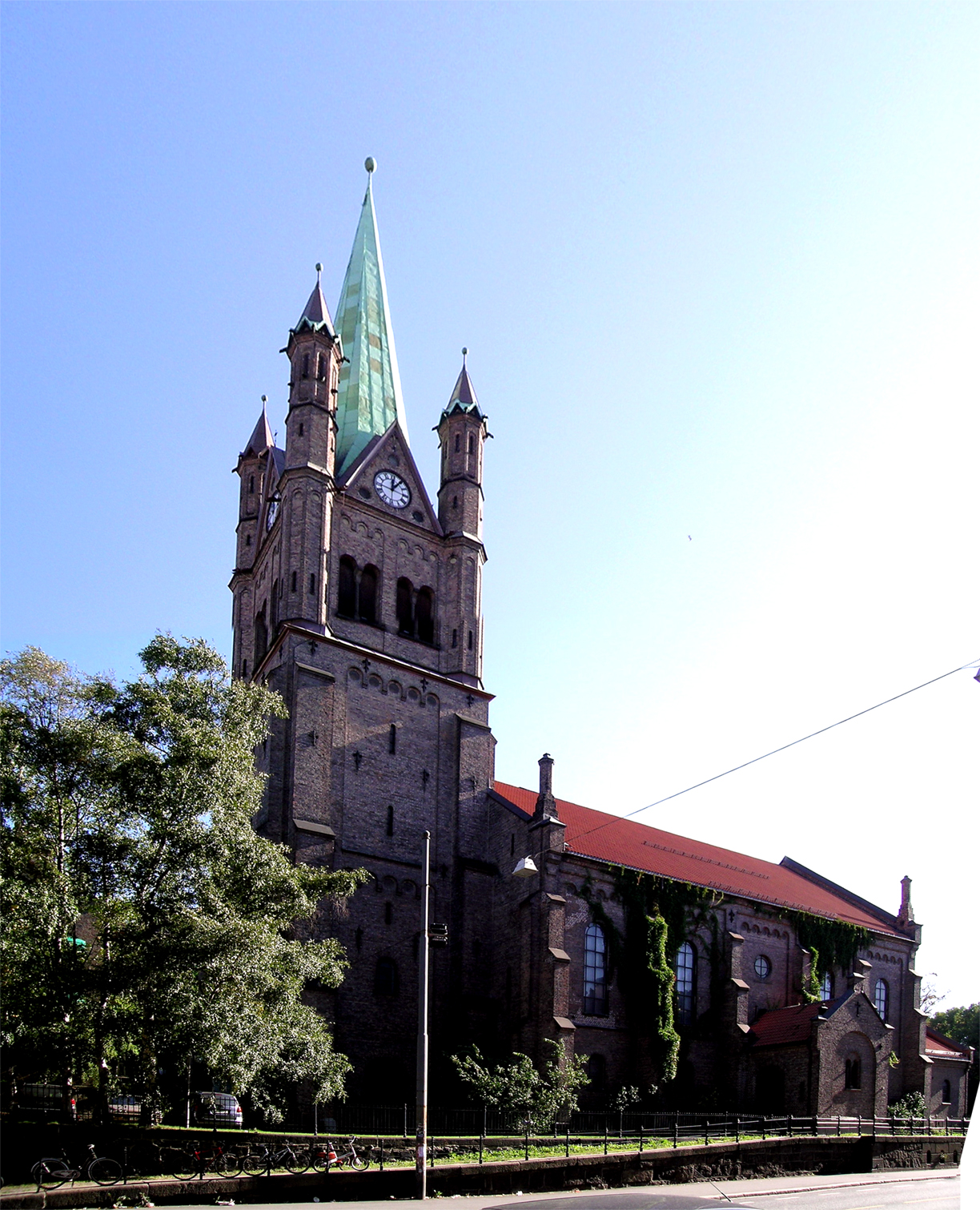
Grønland-Kirche

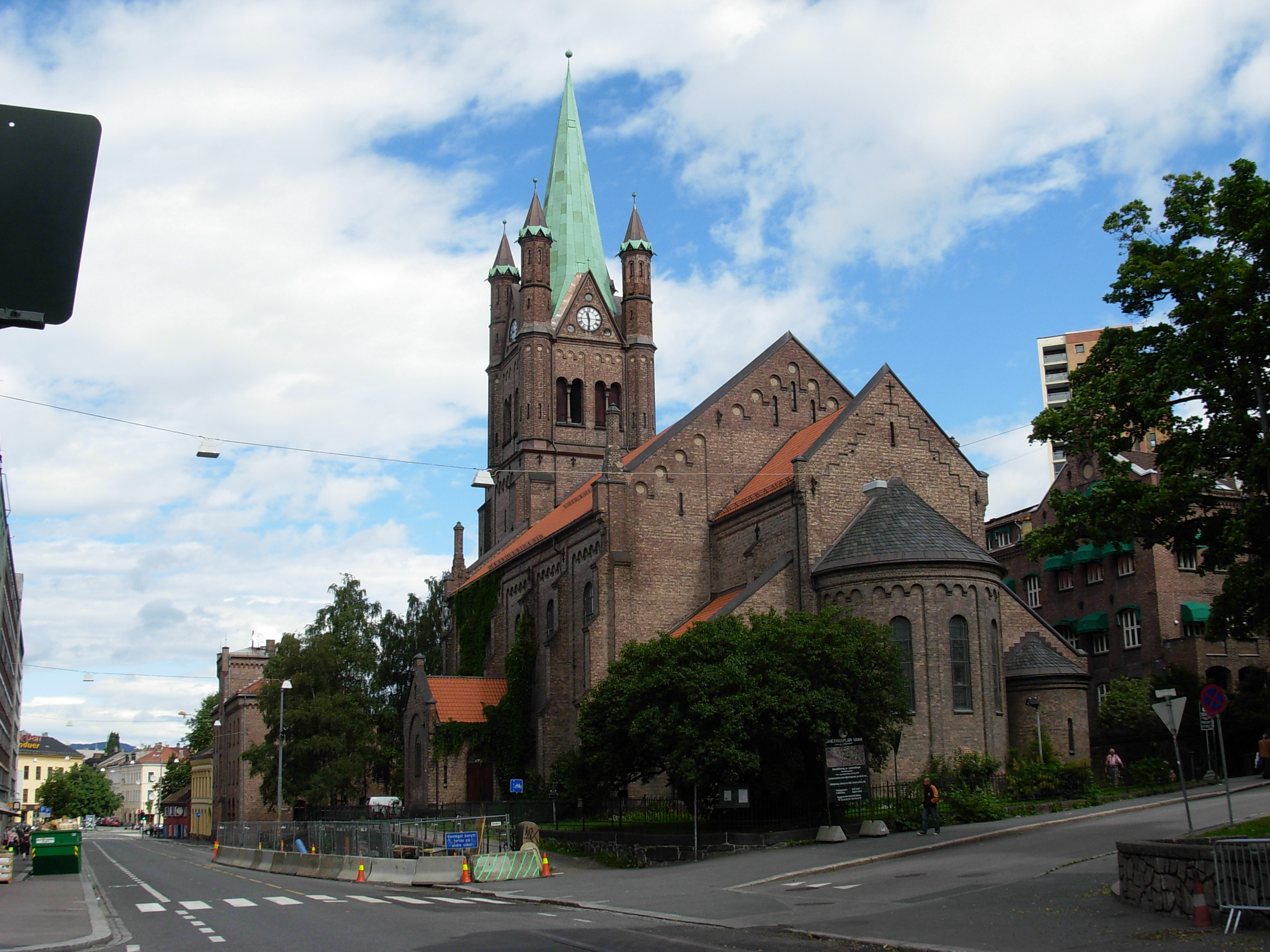
Die Grönlandkirche von der Grønlandsleiret und Südost aus gesehen.

Grønland kirke ist eine Kirche, die 1868 erbaut und an der Grønlandsleiret 34 im Stadtviertel Grønland in Gamle Oslo in Oslo liegt. Architekt der Kirche war der aus Deutschland stammende und nach Norwegen eingewanderte Wilhelm von Hanno. Die Kirche gehört zum Bistum Oslo der evangelisch-lutherischen Norwegischen Kirche und wurde 1869 eingeweiht. 
Die Kirche wurde im neoromanischen Stil mit einer sichtbaren roten Backsteinziegel-Fassade gebaut und verfügt über 800 Sitzplätze. 
Im Jahr 1969 erhielt das Innere der Kirche ein neues Farbschemata nach Untersuchung und Vorlagen des Architekten Odd Helland. Die neuen Farben sind etwas schwächer als die vorherigen originalen. 
Im Innenraum der Kirche ist ansonsten noch mit dem relativ gut erhaltenen originalen Interieur ausgestattet. Die Kanzel und das Gestühl im Kirchenschiff wurden 1949 nach den Plänen des Osloer Stadtbaumeister erneuert. Hinter dem Altar befindet sich fünf Bleiglasfenster eines unbekannten Künstlers. Sie stellen Jesus Christus und seine Jünger bei der Verkündigung des Evangelium in verschiedenen Posen dar. 1988 wurde die Kirche umfassend saniert.
Direkt an der Kirche befindet sich der angeschlossene gemeindeeigene Friedhof. Die Kirchengemeinde der Grønland-Kirche wurde 1861 gegründet. Die Kirchgemeinde besitzt und betreibt die Außenstätte Vestasol leirsted mit Ferienlager, bzw. Campingplatz, was an einen Strand gelegen ist, in der Tettsted Larkollen außerhalb der Kommune Moss genutzt wird. Im dortigen Hauptgebäude finden hier auch gesellschaftliche Zusammenkünfte und Besprechungen der Kirchengemeinde-Mitglieder und deren Unterstützer statt, zu ihrer Zusammenarbeit und Bemühungen den Standort zu erhalten.
Die Kirche verfügt über eine eigene Pfarrei in der Grønlandsleiret 41, während das Pfarramt und die Mitarbeiter an andere Stelle in Gamle Oslo an der Grønlandsleiret 31 untergebracht sind. Seit dem 1. Januar 2013 bildet die Gamlebyen-Kirche und die Grønland-Gemeinde auch zusammen eine gemeinsame Kirchspielgemeinde (norwegisch Sogn) mit der Grønland kirke als Hauptkirche und einen leitenden Pfarrer der Kirchspielgemeinde (Sokneprest). Die neu zusammengelegte Kirchgemeinde fungiert unter dem Namen Gamlebyen-Grønland. Die Gamlebyen kirke (Altstadt Kirche) wird seit diesem Zeitpunkt nur noch als einfache Pfarrkirche genutzt.

## Denkmalschutz und Weltkulturerbe
Grønland kirke ist als Weltkulturerbe eingetragen unter der Nummer 84441 und wurde vom norwegischen Riksantikvaren (Reichsarchivar) als nationales Kulturerbe denkmalgeschützt.